# Поніно
По́ніно (рос. Понино) — село в Глазовському районі Удмуртії (в минулому центр Понінського району), Росія.

## Населення
Населення — 1403 особи (2010; 1508 в 2002).
Національний склад станом на 2002 рік:
- удмурти — 68 %
- росіяни — 29 %

## Історія
Раніше в селі містилась Свято-Троїцька церква.

## Урбаноніми[3]
- вулиці — 40 років Перемоги, Горобинова, Жовтнева, Заводська, Зарічна, Комунальна, Комсомольська, Кооперативна, Набережна, Нагірна, Нова, Першотравнева, Праці, Пряженникова, Садова, Шкільна